# 長崎機関区
長崎機関区（ながさききかんく）は、長崎県長崎市尾上町の長崎駅に隣接し、長崎本線・佐世保線・大村線・松浦線（現・松浦鉄道西九州線）等で運用される機関車及び気動車が配置されていた日本国有鉄道の機関区である。
本稿では長崎客貨車区と統合後の長崎運転所（ながさきうんてんじょ）についても記述する。

## 歴史
- 1897年（明治30年）7月22日 - 九州鉄道長崎機関庫として開設（現 浦上駅構内）。
- 1905年（明治38年）4月5日 - 浦上機関庫に名称変更。
- 1907年（明治40年）7月1日 - 国有化により官設鉄道に移管。
- 1935年（昭和10年）12月25日 - 浦上機関庫が手狭となり、長崎駅隣接地に長崎機関庫を新設して浦上機関庫の機能を移転[1]。
- 1936年（昭和11年）9月1日 - 組織改正により長崎機関区に名称変更。
- 1945年（昭和20年）8月9日 - 原爆投下により被災。
  - 機関区職員の死者19名、重軽傷者67名。慰霊碑が当区の後身である長崎運輸センター構内にある。
- 1964年（昭和39年）3月31日 - 蒸気機関車の配置がなくなり、気動車のみ配置となる。入換用蒸気機関車は早岐機関区に所属替え。
- 1987年（昭和62年）3月1日 - 長崎客貨車区と統合され、長崎運転所となる。
- 1999年（平成11年）6月1日 - 長崎鉄道事業部発足に伴い、同部の長崎運輸センターとなる。

## 所属した車両

### 長崎機関区時代 （長崎機関庫・浦上機関庫時代を含む）
蒸気機関車
- 3300形 -（在籍1931年）
- 3400形 -（在籍1933年）
- 5700形 -（在籍1931年）
- 8550形
- 8620形 -（在籍1957年-1963年）
- 9600形 -（在籍1931年-1947年）
- B50形 -（在籍1937年-1949年）
- C50形 -（在籍1935年-1939年、1951年-1955年）
- C51形 -（在籍1943年-1961年）
- C57形 -（在籍1961年）
- C58形 -（在籍1939年-1941年）
- D50形 -（在籍1951年-1959年）
- D51形 -（在籍1949年-1963年）

「国鉄動力車配置表』1931年より1965年までの1945年を除く隔年分から『世界の鉄道』1967年、朝日新聞社
気動車
- キハ10系
- キハ20系
- キハ40形・47形
- キハ58系

### 長崎運転所時代
気動車
- キハ31形
- キハ30形・35形
- キハ45形
- キハ40形・47形
- キハ58系
- キハ65形
- キハ183系（1000番台） - 組織変更直前の1999年3月から特急シーボルトで運用された。
- キハ200系

客車
- 14系 - 「さくら」等の東京発着の寝台特急列車で運用された。
- マニ50形 - 救援車代用として配置されていた。

### 所属車両の車体に記されていた略号
- 旅客車：「門サキ」 - 門司鉄道管理局管轄を表す「門」と、所轄駅である長崎の鉄道電略「サキ」を併用。
- 機関車：「長」(機関区時代）「崎」 - 所轄区である長崎という固有名詞の一部「長」又は「崎」を使用。